# Einführung in die Psychoanalyse
Die Einführung in die Psychoanalyse oder „Elementare Einführung in die Psychoanalyse“ war eine Vorlesungsreihe von Sigmund Freud. Er hielt die Vorlesungen von 1915 bis 1917 in Wien vor einem interessierten Fachpublikum. Außerdem fertigte er Niederschriften und Entwürfe an, die 1916 und 1917 veröffentlicht wurden.
Im Vorwort von 1917 schreibt Freud: „Was ich hier als ‚Einführung in die Psychoanalyse’ der Öffentlichkeit übergebe, … ist die getreue Wiedergabe von Vorlesungen, die ich in den zwei Wintersemestern 1915/6 und 1916/7 vor einer aus Ärzten und Laien und aus beiden Geschlechtern gemischten Zuhörerschaft gehalten habe.“ 1932 ergänzte er: „Die Vorlesungen wurden … in einem Hörsaal der Wiener psychiatrischen Klinik vor einem aus Hörern aller Fakultäten gemischten Auditorium gehalten. Die Vorlesungen der ersten Hälfte wurden improvisiert und unmittelbar nachher niedergeschrieben, die der zweiten während eines dazwischenliegenden Sommeraufenthalts in Salzburg entworfen und im folgenden Winter wortgetreu vorgetragen. Ich besaß damals noch die Gabe eines phonographischen Gedächtnisses.“
Nach Auffassung der späteren Herausgeber von Freuds Gesamtwerk sind diese Veröffentlichungen die wichtigste Einführung in Freuds Denken und kommen als didaktische Zusammenfassung seines Werks einem Lehrbuch am nächsten. Eine englische Fassung wurde 1920 als „autorisierte Übersetzung“ in New York veröffentlicht.
Der erste Teil „Vorlesung I–IV (Einleitung; Fehlleistungen)“ besteht aus den ersten vier Vorlesungen von Ende 1915. Er wurde 1916 bei Hugo Heller & Cie. veröffentlicht.
Der zweite Teil über den Traum sind die Vorlesungen 5 bis 15 von Ende 1915 bis Anfang 1916.
Der dritte Teil „Vorlesung XVI–XXVIII (Allgemeine Neurosenlehre)“ sind die Vorlesungen 16 bis 28 von Ende 1916 bis Anfang 1917. Er wurde 1917 bei Hugo Heller & Cie. veröffentlicht.
Fünfzehn Jahre später schrieb Freud als Ergänzung seiner Einführung sieben weitere Vorlesungen mit den Nummern 29 bis 35. Auch sie beginnen mit der Anrede „Meine Damen und Herren“, wurden aber nicht vor Publikum gehalten. Sie wurden 1933 als „Neue Folge der Vorlesungen zur Einführung in die Psychoanalyse“ im Internationalen Psychoanalytischen Verlag in Wien veröffentlicht.